# Rockos modernes Leben
Rockos modernes Leben (engl.: Rocko’s Modern Life) ist eine US-amerikanische Zeichentrickserie aus dem Jahr 1993. Sie wurde von Joe Murray erdacht. Die Serie handelt vom Leben des Wallabys Rocko in einer typisch US-amerikanischen Kleinstadt mit dem Namen O-Town.
Am 9. August 2019 erschien ein Nachfolger-Film auf Netflix mit dem Titel Rockos modernes Leben: Alles bleibt anders.

## Ursprünge
Anfangs erschien der Hauptcharakter in einem unveröffentlichten Comic mit dem Titel Travis. Murray versuchte diesen Ende der 1980er Jahre zu verkaufen, hatte damit aber keinen Erfolg. Andere Charaktere erschienen damals in Skizzenbüchern. In den 1990er Jahren ging Murray zu Nickelodeon und wollte dort, dass sein Projekt My Dog Zero finanziert wird. Er präsentierte Nickelodeon eine Bleistift-Skizze. Dadurch war Nickelodeon an einem Kauf interessiert und finanzierte das Projekt. Murray, welcher noch nie zuvor für das Fernsehen gearbeitet hatte, wollte damals die Gegebenheiten etwas „aufschütteln“.
Linda Simensky, für die Animation und Entwicklung bei Nickelodeon verantwortlich, erstellte damals das Line-Up und das Konzept für Murray.
Murray entwickelte die Figur Rocko, nachdem er bei einem Besuch des Zoos in der Bay Area einen Wallaby entdeckte, welcher das ihn umgebende Chaos nicht wahrzunehmen schien. Daraufhin ging er alle seine Skizzen erneut durch und entwickelte das Konzept Rockos modernes Leben. Damals ging er davon aus, dass Nickelodeon dieses Konzept ablehnen würde. Murray dachte, der Sender würde den Pilotfilm nicht mögen und arbeitete an My Dog Zero weiter, als Simensky ihm drei bis vier Monate später mitteilte, dass Nickelodeon Interesse an einer Pilotepisode geäußert hatte.
Murray zeigte sich positiv, dass finanzielle Mittel seitens Nickelodeon für My Dog Zero zur Verfügung gestellt wurden. Auf seiner Website beschrieb Murray My Dog Zero als „that film that Linda Simensky saw which led me to Rocko“, auf Deutsch: diesen Film, den Linda Simensky sah, welcher mich zu Rocko brachte.
Als Pilot war ursprünglich Sucker for the Suck-O-Matic geplant, allerdings fand die Führungsebene von Nickelodeon, dass der Charakter Heffer Wolfe zu verrückt für das Test-Publikum sei. So wurde Trash-O-Madness zum Piloten. Im Piloten selbst hatte Rocko gelb als Hautfarbe. Eine Spielzeugfirma, welche Figuren zur Serie vertreiben wollte, fand dies allerdings nicht gut, da damals bereits die Figuren einer anderen Serie gelb waren. So wurde Rockos Hautfarbe auf beige geändert.
Als die Serie noch in der Planungsphase war, hieß sie The Rocko Show.

## Charaktere
- Rocko ist der Protagonist der Serie, ein schüchternes und freundliches zwanzigjähriges Wallaby, das von Australien ins amerikanische Exil getrieben wurde. In den meisten Folgen ist sein Arbeitsplatz „Kind of a Lot o’ Comics“, ein Comicladen, in dem er als Verkäufer arbeitet. Er wohnt in einem eigenen Haus und betreibt als Hobby „Presslufthämmern“, das heißt mit einem Presslufthammer Figuren in den Beton meißeln. Er ist eher feige,  häufig, beinahe einmal pro Episode (wenn er in Gefahr gerät) sagt er: „...tag ist ein sehr gefährlicher Tag“, wobei er die vierte Wand bricht z. B. „Waschtag ist ein sehr gefährlicher Tag“.

- Spunky ist Rockos Hund. Er frisst alles, was er finden kann, und wird von zwei Parasiten bewohnt, die gelegentlich eine eigene Episode bekommen.

- Heffer Wolfe ist Rockos bester Freund. Er ist ein von Wölfen adoptierter und verfressener Stier. In den meisten Folgen scheint er arbeitslos zu sein und lebt bei seinen Eltern, der Wolfsfamilie Wolfe.

- Filburt, ein weiterer Freund von Rocko, ist eine neurotische Schildkröte mit dicker Brille, die in einem Wohnwagen lebt. Seinen Lebensunterhalt scheint er mit dem Sammeln von Dosen zu bestreiten. Er ist in späteren Folgen mit Doktor Hutchison verheiratet und hat Kinder mit dieser.

- Ed und Bev Bighead, ein Krötenehepaar, sind die beiden Nachbarn von Rocko. Beide haben einen eintönigen Bürojob beim dominierenden Megakonzern Conglom-O (Firmenmotto We own you, „Wir besitzen Sie“) inne. Ed ist nicht besonders gut auf Rocko zu sprechen, während seine Ehefrau Bev, die ihren Ehemann unterdrückt, das „süße“ Wallaby gerne als eigenes Kind hätte, und ihn gegen seinen Willen häufig umarmt und verwöhnt. Sie haben einen Sohn namens Ralph, der in Holl-O-wood lebt und eine Zeichentrickserie namens Meet the Fatheads zeichnet, jedoch später als Künstler Fuß fassen möchte.

## Produktion und Veröffentlichung
Der Kinderfernsehsender Nickelodeon produzierte in vier Staffeln insgesamt 52 Folgen, deren erste in den USA am 18. September 1993, die letzte am 24. November 1996 ausgestrahlt wurde. 1995 erschien die Serie in den USA auf VHS, einige Folgen erschienen auch in Deutschland auf VHS. Seit 2008 erschienen Best-Ofs, seit 2011 die einzelnen Staffeln in den USA auf DVD. Für das Jahr 2013 kündigte Turbine an, die Serie auch in Deutschland auf DVD zu veröffentlichen. Die Serie wurde unter anderem auch in Japan, Australien und Großbritannien ausgestrahlt.
Im deutschen Fernsehen lief die Serie zunächst von Juli 1995 bis Mai 1998 beim deutschen Nickelodeon-Ableger, nach dessen Einstellung von 7. November 1998 bis zum 1. November 2003 bei RTL und vom 19. August 2002 bis zum 31. März 2003 bei Super RTL. Als im Herbst 2005 NICK startete, wurde die Serie dort vom 17. September 2005 bis zum 14. Dezember 2008 ausgestrahlt. Im Pay-TV strahlte Junior die Sendung von 2001 bis zum 23. Januar 2002, Nicktoons vom 1. Dezember 2007 bis zum 4. April 2012 aus. In Österreich ist Rocko gelegentlich bei ORF eins zu sehen, in der Schweiz lief die Serie von 1998 bis 2002 im Nickelodeon-Programmblock von SF 2. Im Rahmen des Xmas Classic Battle zeigte Nicknight die Folgen Der Riesenstaubsauger/Auf Jobsuche und Der große Einkauf/Die Erkältung am 23. Dezember 2014. Seit einiger Zeit wird Rockos modernes Leben wieder regulär bei Nicknight gesendet.
Eine Folge besteht meist aus zwei elfminütigen Episoden, gelegentlich auch aus einer etwa zwanzigminütigen Episode. Nach der ersten Staffel spielten The B-52’s ein neues Titellied für die englische Fassung der Serie ein.
Für 2018 war ein einstündiges TV-Special namens Rockos modernes Leben: Alles bleibt anders (OT: Rocko’s Modern Life: Static Cling) angekündigt. Die Ausstrahlung wurde jedoch um ein Jahr verschoben und ist am 9. August 2019 auf Netflix veröffentlicht worden. Die Laufzeit beträgt 45 Minuten.

## Synchronisation
| Figur       | Original Sprecher | Deutscher Sprecher |
| ----------- | ----------------- | ------------------ |
| Rocko       | Carlos Alazraqui  | Sascha Draeger     |
| Heffer      | Tom Kenny         | Walter Wigand      |
| Filburt     | Mr. Lawrence      | Oliver Reinhard    |
| Ed Bighead  | Charles Adler     | Utz Richter        |
| Bev Bighead | Charles Adler     | Ursula Vogel       |

## Rezeption
Die Serie wurde weitgehend positiv rezensiert, allerdings wurde mehrfach hervorgehoben, dass der freizügige Humor der Serie nicht für Kinder geeignet sei. In manchen Kritiken wurden zwar ähnliche Bedenken bezüglich sexueller Anspielungen geäußert, jedoch wurde gleichzeitig darauf hingewiesen, dass die Serie für familiären Diskussionsstoff sorgen kann und Teenager und junge Erwachsene ihre Freude haben dürften. Entsprechend war zu abendlichen Sendezeiten ein Fünftel der Zuschauer erwachsen. Gelobt wurde die Serie auch für ihre satirischen und konsumkritischen Untertöne. Vereinzelt wurde Rockos modernes Leben vorgeworfen, eine Kopie von Ren und Stimpy zu sein.
Die Tongestaltung der Serie wurde mit einem Daytime Emmy Award ausgezeichnet und war für den Golden Reel Award nominiert. Die Episode O-Town räumt auf („Zanzibar“), welche Umweltschutz thematisiert, erhielt 1996 den Environmental Media Award.

## Heimkino-Veröffentlichung
Ende 2012 gab das Medienunternehmen Turbine Medien bekannt, dass sie am 4. Oktober 2013 eine DVD-Box mit allen 52 Folgen von Rockos modernes Leben in deutscher Sprache veröffentlichen werden. Nach mehrmaligem Verschieben des Veröffentlichungstermins (4. Oktober 2013 auf 8. November 2013, dann auf 29. November 2013) erschien am 29. November 2013 das limitierte Boxset im Handel. Aufgrund der großen Nachfrage kam am 24. Oktober 2014 die Serie in einer regulären DVD-Edition auf den Markt. Eine weitere Veröffentlichung in Volume-Boxen, Volume 1 mit dem Titel Höhenflug erschien am 23. Mai 2014. Am 26. März 2016 veröffentlichte Turbine Medien die gesamte Serie auch auf 2 Blu-ray Discs, wobei die Videoauflösung der DVD-Qualität (SDTV) entspricht.

## Comic
Der Verlag Marvel Comics veröffentlichte im Jahr 1994 eine siebenteilige Reihe von Comicheften zur Fernsehserie. Autor der Geschichten war John „Lewie“ Lewandowski bei Joey Cavalieri.

## Spiele
Die Firma Viacom New Media brachte im April 1994 in den USA ein Videospiel zur Serie mit dem Titel Rocko’s Modern Life: Spunky’s Dangerous Day für das Super NES heraus. Der Sender Nick veröffentlichte 1999 mit Match Master und Slider zwei Browserspiele mit Rocko.